# セツキシマブ サロタロカン
セツキシマブ サロタロカンナトリウム（Cetuximab Sarotalocan Sodium、開発コード：ASP-1929）は頭頸部癌の治療に用いられる抗体薬物複合体の一つである。抗体部分は抗EGFR抗体であるセツキシマブで、その1分子あたり2～3個のサロタロカン（フタロシアニン系色素：IRDye700DX）が、リジン残基のアミノ基に結合している。
分子式はセツキシマブ軽鎖：C1025H1595N281O338S5、同重鎖：C2208H3400N582O674S15、サロタロカンナトリウム：C74H96N12O27S6Si3・4Na である:5。

## 効能・効果
切除不能な局所進行又は局所再発の頭頸部癌

## 作用機序
点滴による投与後、セツキシマブの効果によってEGFRが過剰発現している腫瘍細胞に結合する。その後波長690nm:5のレーザー光を照射する事でサロタロカンが励起し、周囲の酸素分子を活性酸素へと変化させ、細胞傷害を引き起こすと思われる。

## 副作用
重大な副作用として添付文書に記載されているものは、
頸動脈出血（頻度不明）、腫瘍出血（5.6％）、舌腫脹（13.9％）、喉頭浮腫（5.6％）、注入反応（2.8％）、重度の皮膚障害（頻度不明）
である。
これに関連して、頸動脈に腫瘍が浸潤している症例には禁忌とされている。

## 参考資料
1. 1 2  “アキャルックス点滴静注250mg 添付文書”.   PMDA. 2021年3月21日閲覧。
2. ↑  “アキャルックス点滴静注250mg インタビューフォーム（第3版）”.   PMDA. 2021年3月21日閲覧。
3. ↑  “アキャルックス点滴静注250mg 第2部（モジュール2）CTDの概要（サマリー）”.   PMDA. 2021年3月21日閲覧。
4. ↑  “IRDye®700DXを利用した、がんのPhotoImmunoTherapy(PIT)”.   株式会社エムエステクノシステムズ. 2021年3月21日閲覧。